# Estação Rimskaia
Rimskaia (em russo:  Римская) é uma das estações da linha Liublinsko-Dmitrovskaia (Linha 10) do Metro de Moscovo, na Rússia. Estação «Rimskaia» está localizada entre as estações «Krestianskaia Zastava» e «Tchkalovskaia».